# Théo Crassas
Théo Crassas, né le 9 avril 1947  à Bujumbura, est un poète grec écrivant en français.

## Œuvres
- Le Miel dans le mal, Paris, Les paragraphes littéraires de Paris, 1977, 79 p. (BNF 34603307)
- Le Sacrifice du soleil, Paris, Éditions Saint-Germain-des-Prés, coll. « À l’écoute des sources », 1979, 66 p.  (ISBN 2-243-00986-2)
- Le Grand Retour, Paris, Éditions T. Crassas, 1980, 56 p. (BNF 34685804)
- Hymnes, Paris, Éditions T. Crassas, 1982, 42 p. (BNF 34724502)
- Archipels de coquelicots, suivi de Boîte à rossignols et de Arbres d'or , Paris, Éditions T. Crassas, 1998, 124 p. (BNF 37725042)
- Prunelles marines. L’Orient, Colomiers, France, Éditions Encres Vives, coll. « Lieu », 1999, 16 p. (BNF 36975681)
- Lunes de bronze. L’Orient, Colomiers, France, Éditions Encres Vives, coll. « Lieu », 1999, 16 p. (BNF 37045680)
- Plaisir d’acanthe, suivi de Palais de rubis, Aguessac, France, Éditions Clapàs, coll. « Mimésis poiètikos », 1999, 79 p. (BNF 37051730)
- Savanes de zèbres. L’Orient, Colomiers, France, Éditions Encres Vives, coll. « Lieu », 1999, 16 p. (BNF 37096225)
- Roses triomphales, suivi de Chevaux d'ébène et de Larmes de nénuphar, Paris, Éditions T. Crassas, 1999, 120 p. (BNF 37206348)
- Magnitudes de serpent, Aguessac, France, Éditions Clapàs, coll. « Franche lippée », 1999, 8 p. (BNF 41019525)
- Tourbillons de colibris et Fleurs de soufre, Aguessac, France, Éditions Clapàs, coll. « Mimésis poiètikos », 2000, 94 p. (BNF 37200439)
- Ombrelles d’infante. Espagne, Colomiers, France, Éditions Encres Vives, coll. « Lieu », 2000, 16 p. (BNF 37204510)
- Oriflammes de Grenade, Colomiers, France, Éditions Encres Vives, coll. « Lieu », 2000, 16 p. (BNF 37204574)
- Plumes de sang, suivi de La Licorne de l’amour, Aguessac, France, Éditions Clapàs, coll. « Mimésis poiètikos », 2000, 88 p. (BNF 37207869)
- Voix de safran, Colomiers, France, Éditions Encres Vives, coll. « Lieu », 2000, 16 p. (BNF 37208195)
- La Mosquée de satin, suivi de Fleurs de flammes, Aguessac, France, Éditions Clapàs, coll. « Mimésis poiètikos », 2001, 100 p. (BNF 37640974)
- Algues rouges, suivi de Trompettes angéliques, Aguessac, France, Éditions Clapàs, coll. « Mimésis poiètikos », 2001, 93 p. (BNF 37691265)
- Fleuves de pourpre, Colomiers, France, Éditions Encres Vives, coll. « Lieu », 2001, 16 p. (BNF 38958422)
- Mer de lune, Colomiers, France, Éditions Encres Vives, coll. « Lieu », 2001, 16 p. (BNF 38958672)
- Chair d’hirondelle, Colomiers, France, Éditions Encres Vives, coll. « Encres Blanches », 2002, 16 p. (BNF 38900834)
- Sang romain, Colomiers, France, Éditions Encres Vives, coll. « Encres Blanches », 2002, 16 p. (BNF 38900945)
- Femmes soleils, suivi de De menthe et de cannelle, Aguessac, France, Éditions Clapàs, coll. « Mimésis poiètikos », 2002, 89 p. (BNF 38923301)
- Promesse d'amande, suivi de La Flûte de feu, Colomiers, France, Éditions Encres Vives, coll. « Encres Blanches », 2003, 102 p. (BNF 39002932)
- Cavales de safran, Colomiers, France, Éditions Encres Vives, coll. « Encres Blanches », 2003, 16 p. (BNF 40086568)
- Chaste améthyste, Colomiers, France, Éditions Encres Vives, coll. « Lieu », 2003, 16 p. (BNF 40243089)
- Hommage de papillons, Colomiers, France, Éditions Encres Vives, coll. « Encres Blanches », 2004, 16 p. (BNF 40092391)
- Islam, Colomiers, France, Éditions Encres Vives, coll. « Encres Blanches », 2004, 16 p. (BNF 40101950)
- Cœur de cinabre, Colomiers, France, Éditions Encres Vives, coll. « Encres Blanches », 2005, 16 p. (BNF 40109602)
- Pèlerin de l’aurore, Colomiers, France, Éditions Encres Vives, coll. « Encres Blanches », 2005, 16 p. (BNF 40112475)
- Cité de la luxure, Colomiers, France, Éditions Encres Vives, coll. « Encres Blanches », 2006, 16 p. (BNF 40149356)
- La Fin de l’errance, Colomiers, France, Éditions Encres Vives, coll. « Lieu », 2006, 16 p. (BNF 40966469)
- Zante, Colomiers, France, Éditions Encres Vives, coll. « Lieu », 2006, 16 p. (BNF 41198774)
- Jasmin de Judée, Colomiers, France, Éditions Encres Vives, coll. « Encres Blanches », 2007, 16 p. (BNF 41161332)
- La Majestueuse Inconnue, Colomiers, France, Éditions Encres Vives, coll. « Encres Blanches », 2008, 16 p. (BNF 41426105)
- Vierges royales, Colomiers, France, Éditions Encres Vives, coll. « Encres Blanches », 2009, 16 p. (BNF 41446119)
- Véhicule de diamant, Colomiers, France, Éditions Encres Vives, coll. « Lieu », 2009, 16 p. (BNF 41473715)
- Le Château des désirs, Colomiers, France, Éditions Encres Vives, coll. « Lieu », 2009, 16 p. (BNF 42112797)
- Vent du Sud. Grèce, Colomiers, France, Éditions Encres Vives, coll. « Lieu », 2010, 16 p. (BNF 42156606)

## Pour approfondir